# Menna

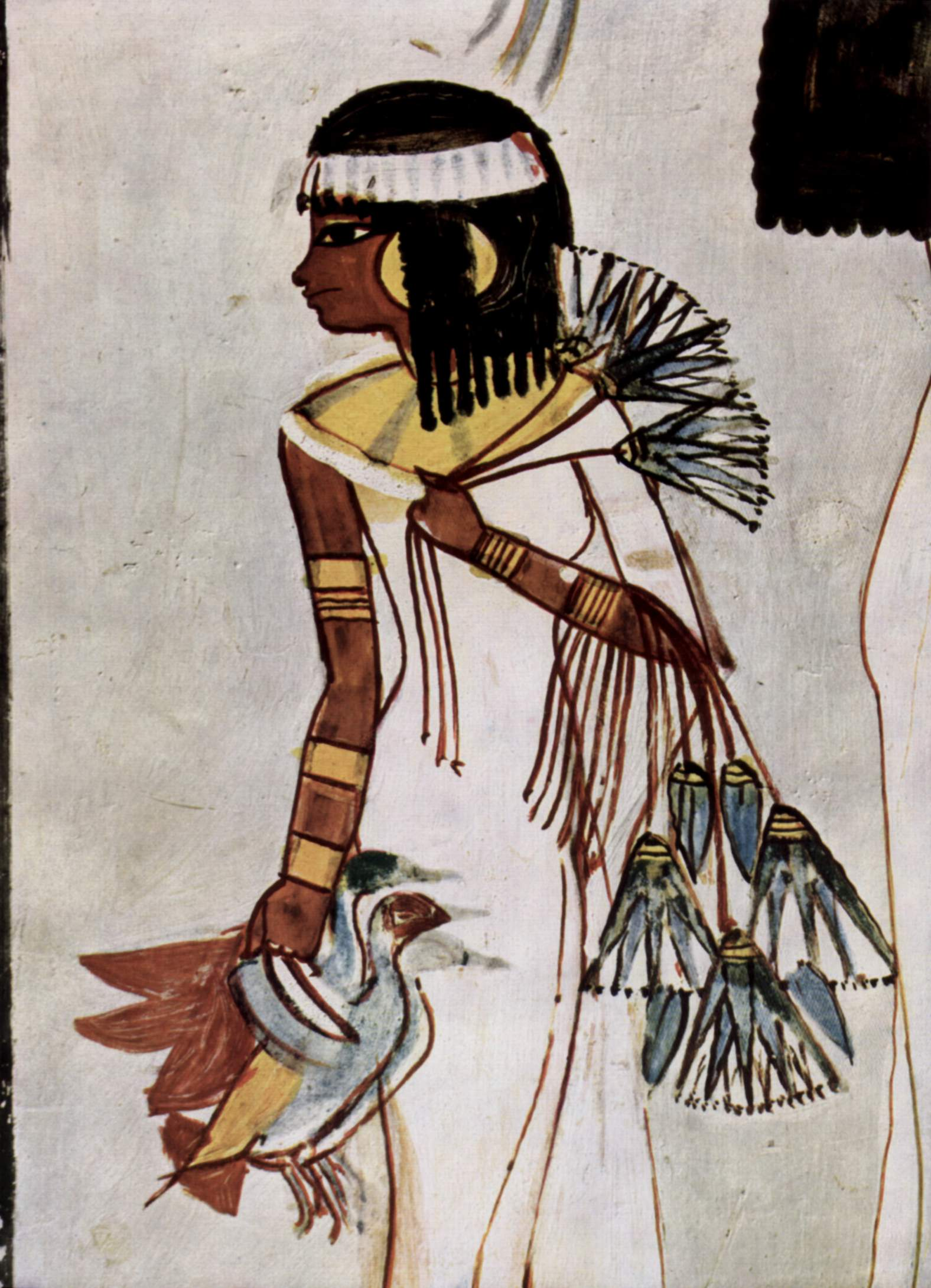
Una de las hijas de Menna llevando piezas de caza capturadas y flores de loto.

Menna fue "escriba de los campos del Señor de las Dos Tierras del Alto y el Bajo Egipto" y "supervisor del campo de Amón" durante la Dinastía XVIII del Antiguo Egipto, probablemente durante el reinado de Tutmosis IV y Amenhotep III. 

## Títulos
Los títulos de Menna inscritos en la capilla de su tumba son los siguientes:
- Escriba
- Supervisor de los campos de Amón.
- Supervisor de las tierras de Amón.
- Supervisor de los campos del Señor de las Dos Tierras.
- Escriba de los campos del Señor de las Dos Tierras del Sur y del Norte.
- Escriba del Señor de las Dos Tierras.[1]

## Tumba TT69

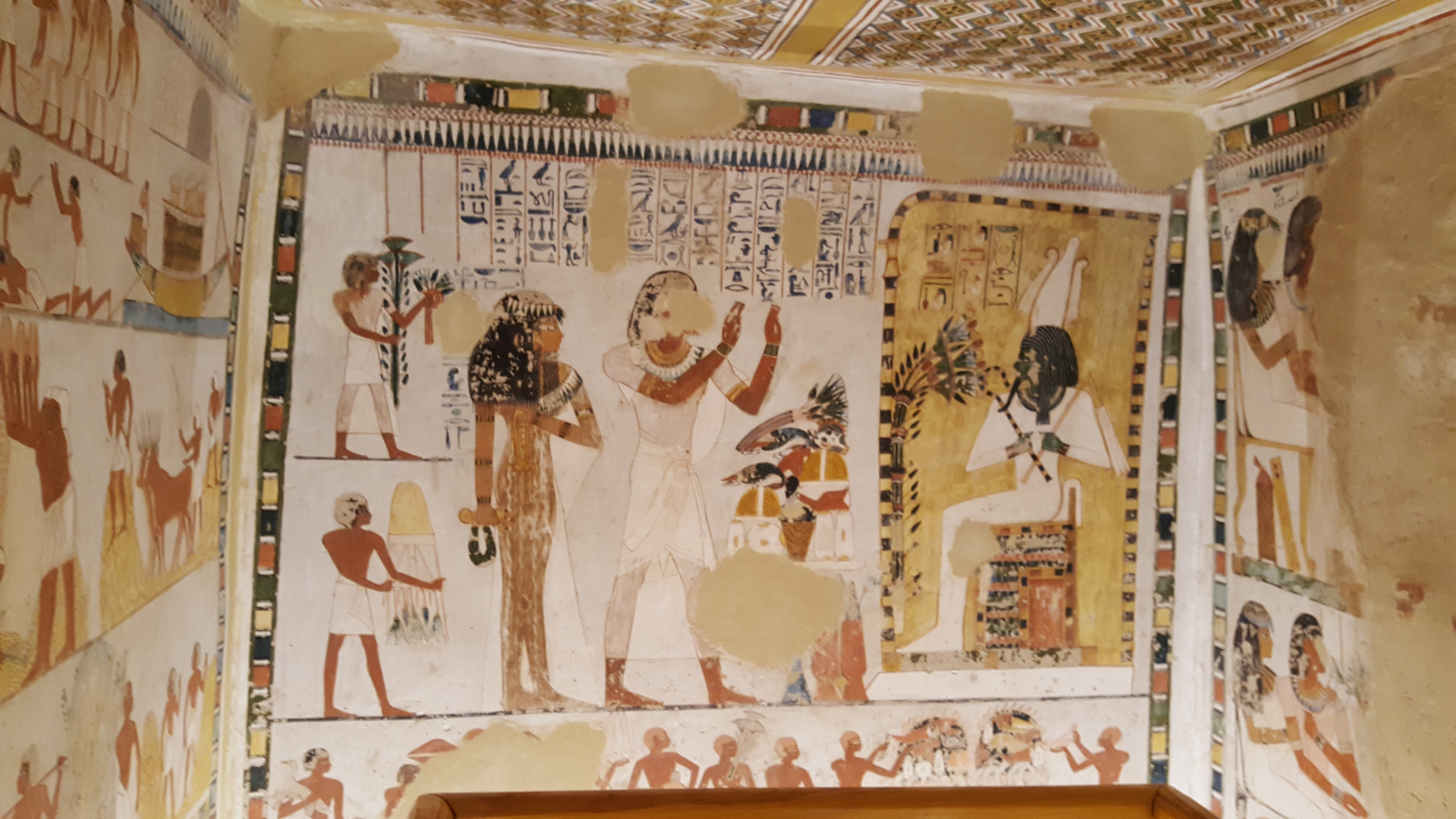
Representación dañada de Menna ante Osiris en su tumba TT69.

Fue enterrado en una tumba (hoy denominada TT69) situada en Sheij Abd el-Qurna, frente a Luxor, Egipto. Está excelentemente decorada, estando representados tanto el propio Menna y su mujer Henuttaui, así como sus hijos y sobre todo, es de notar las elegantes escenas agrícolas, de caza y pesca así como de la vida cotidiana.